# 2572 Annschnell
Annschnell (asteróide 2572) é um asteróide da cintura principal, a 2,0441844 UA. Possui uma excentricidade de 0,145323 e um período orbital de 1 351,04 dias (3,7 anos).
Annschnell tem uma velocidade orbital média de 19,25899901 km/s e uma inclinação de 5,13589º.
Este asteróide foi descoberto em 17 de Fevereiro de 1950 por Karl Reinmuth.